# Frauenstein (Erzgebirge)
Frauenstein település Németországban, azon belül Szászország tartományban. Lakosainak száma 2690 fő (2023. december 31.).

## Népesség
A település népességének változása:
| Lakosok száma | 2936 | 2860 | 2829 | 2705 | 2714 | 2690 |
|               | 2015 | 2017 | 2019 | 2021 | 2022 | 2023 |